# La Houssaye
La Houssaye ist eine französische Gemeinde mit 206 Einwohnern (Stand: 1. Januar 2022) im Département Eure in der Region Normandie (vor 2016 Haute-Normandie). Sie gehört zum Arrondissement Bernay und zum Kanton Brionne. Die Einwohner werden Houssayens genannt.

## Geographie
La Houssaye liegt etwa 27 Kilometer westsüdwestlich von Évreux an der Risle, die die Gemeinde im Westen begrenzt. Umgeben wird La Houssaye von den Nachbargemeinden Le Noyer-en-Ouche im Nordwesten und Norden, Grosley-sur-Risle im Norden, Romilly-la-Puthenaye im Nordosten und Osten, Sébécourt im Osten und Südosten, La Ferrière-sur-Risle im Süden sowie Mesnil-en-Ouche im Westen.

## Bevölkerungsentwicklung
| Jahr                       | 1962 | 1968 | 1975 | 1982 | 1990 | 1999 | 2006 | 2019 |
| Einwohner                  | 95   | 86   | 83   | 123  | 157  | 183  | 180  | 209  |
| Quellen: Cassini und INSEE |      |      |      |      |      |      |      |      |

## Sehenswürdigkeiten
- Kirche Saint-Aignan aus dem 12. Jahrhundert mit Umbauten aus dem 16. und 18. Jahrhundert
- Pfarrhaus aus dem 17./18. Jahrhundert
- Burg in Le Moulin-Chapelle aus dem 14. Jahrhundert

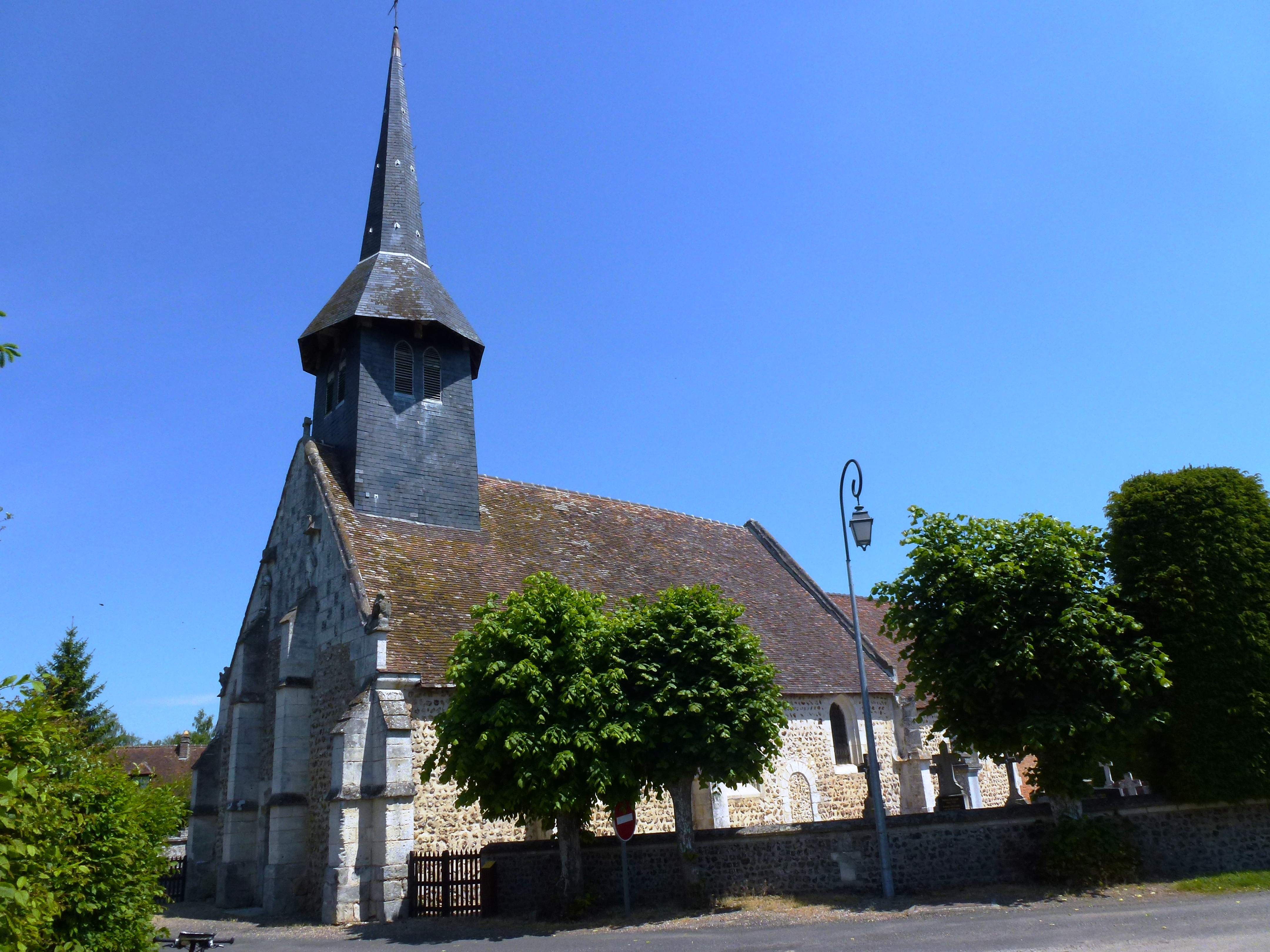
Kirche Saint-Aignan